# Обермумпф
Обермумпф (нем. Obermumpf) — коммуна в Швейцарии, в кантоне Аргау.
Входит в состав округа Рейнфельден.  Население составляет 932 человека (на 31 декабря 2007 года). Официальный код  —  4256.